# Insígnia

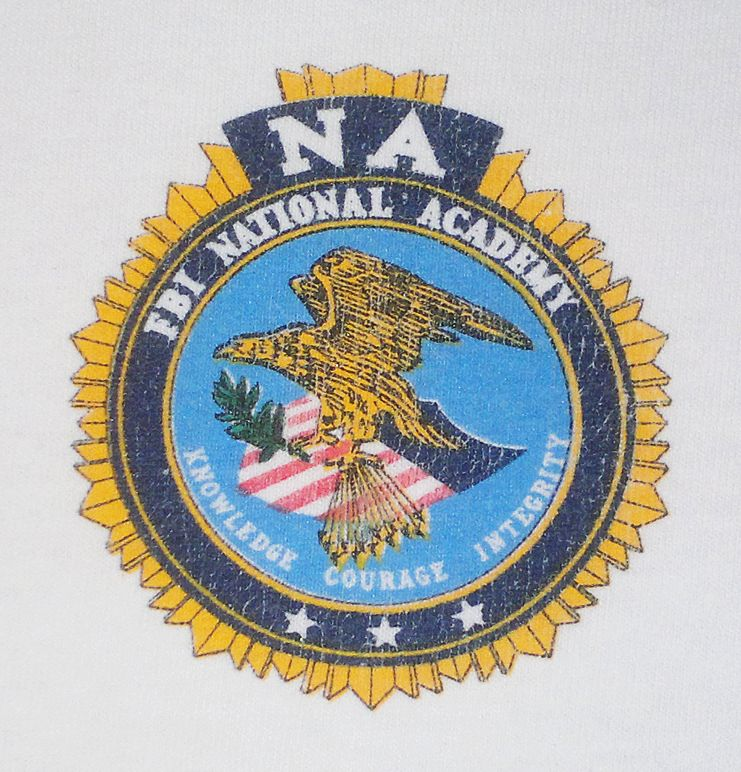
Samarreta amb la insígnia de la FBI National Academy

Insígnia és el símbol o senyal que indica la dignitat, el grau, el rang, etc., d'una persona, o bé la seva pertinença a una entitat. Pot presentar un munt de formes.
El català insígnia equival a l'anglès insignia, esp. insignia, fr. insigne, it. insegna, port. insígnia, rom. insignă; etc.
En l'ús militar, per exemple, hom distingeix tres tipus d'insígnia:
- insígnies d'Estat, exèrcit, cos/arma o unitat; sovint s'anomenen, més específicament, emblemes.
- insígnies de grau; sovint s'anomenen, més específicament, divises.
- insígnies d'especialitat o funció (per exemple, tirador d'elit); també es coneixen com a distintius.

El mot insígnia també designa, més específicament, el símbol o senyal que hom pot dur a la solapa, o subjecte a la roba, i que té caràcter commemoratiu, propagandístic, lúdic, o bé que indica la pertinença a una entitat, etc. Un exemple concret: les insígnies (o distintius) militars ja citats.
Un mot estretament relacionat amb insígnia és ensenya, amb què es designa la bandera o estendard de les unitats militars.